# Desmozosteria michaelseni
Desmozosteria michaelseni är en kackerlacksart som beskrevs av Robert Walter Campbell Shelford 1909. Desmozosteria michaelseni ingår i släktet Desmozosteria och familjen storkackerlackor. Inga underarter finns listade i Catalogue of Life.